# Венденський замок
Венденський замок — найбільший та найкраще збережений замок Тевтонського ордену на території Латвії. Нинішній вигляд західноєвропейського замку отримав в XV столітті. Під його захистом виникло сучасне місто Цесіс.

## Історія
Венденський замок спорудили венеди (венди), котрі мігрували від полабських слов'ян. Від назви їх племені вендів перебрав назву і замок. Венден вперше згадується в Лівонської хроніці як замок, закладений , магістром мечоностів Венно фон Рорбахом.
Літописи згадує, що вже в 1221 р. новгородці попалили селище Кесь біля замку. Отже селище Венден було поруч з Вендським замком. Після скасування Ордену мечоносців у 1237 р., Венденський замок розташований на роздоріжжі між Ригою, Дерптом і Псковом, привернув увагу першого ландмейстра Лівонського ордену Германа фон Балка, який зробив його своєю резиденцією; внаслідок цього з Вендену довгий час відбувалося управління землею, що простягалася між Мемелем і Нарвою.
У 1261 р. на Венден ходив військовим походом великий князь литовський Міндовг.
Золоте століття замку займає правління магістра Вальтера фон Плетенберга (1494—1535 рр.), який прибудував до замку круглі вежі для артилерії, створив мережу форбургів, карбував в стінах замку монету. Цей магістр, як і деякі його попередники, був похований в міській церкві «святого Іоанна» (кінець XIII століття).
Щорічно в замку збирався орденський генеральний капітул. У 1566 р. Ян Ходкевич скликав у замку ландтаг, який ліквідував Ризьке архієпископство, і яким схвалено підпорядкування правобережної частини колишньої Лівонії Великому князівству Литовському.
Під час битви за Венден 1577 р. замок зазнав обстрілу московської армії під особистим проводом Івана Грозного, після чого замок отримав значні пошкодження.
У XVII столітті замок відновили та зміцнили його нові господарі — шведи, але руйнування польсько-шведських війн і Північної війни призвели його до непридатності.
Під час правління імператриці Єлизавети Петрівни замок став маєтком канцлера О. Бестужева, проте в 1748 р. згорів, і був надовго занедбаний. Повернув його до життя в 1777 р. барон Сіверс К. Ю. — була надбудована вежа Ладемахера, а на місці примикав до неї форбурга побудований «Новий замок». «Новий замок» являє собою двоповерховий палац з мансардою, який в епоху романтизму був надбудований в готичному стилі.
Реставраційні роботи в замку проводилися в 1912—1914 рр., 1937 р., 1952—1962 роках. Після здобуття Латвією незалежності цей орденський замок був відреставрований одним з перших.